# De Backer (geslacht)

Geslachtswapen (1985)

De Backer is een sinds 1985 tot de Belgische adel behorend geslacht.

## Geschiedenis
Op 2 mei 1985 werd Adrien De Backer, acteur bekend onder de naam Claude Etienne (1917-1992), onder andere oprichter en directeur van het Théatre du Rideau te Brussel, ere-hoogleraar aan het Koninklijk Conservatorium Brussel, motu proprio verheven in de erfelijke Belgische adel met de persoonlijke titel van ridder. Behalve de geadelde dragen de andere telgen de titel van jonkheer/jonkvrouw. Anno 2017 leefden er een mannelijke telg, tevens hoofd van het adelsgeslacht, en twee vrouwelijke telgen (geboren in 1955 en 1986).

### Wapenbeschrijving
In goud, een binnenzoom van keel, een keltisch kruis van sabel, over alles heen. Een helm van zilver, gekroond, getralied, gesierd en omboord van goud, gevoerd en gehecht van keel. Helmteken: een achthoekige toren met rechts drie kasteeltjes, het middenste overtopt met een vlag, alles van sabel. Wapenspreuk: 'Servio admirorque' in letters van goud, op een lint van keel. Bovendien voor [de titularis] het schild getopt met een ridderkroon.

## Enkele telgen
Adrien ridder De Backer, bekend onder de naam Claude Etienne (1917-1992), acteur en onder andere oprichter en directeur van het Théatre du Rideau te Brussel, ere-hoogleraar aan het Koninklijk Conservatorium Brussel; trouwde in 1944 met Denyse Carnewal (1924-2007), actrice onder de naam Denyse Périez
- Jhr. Jean-Marie De Backer (1945), advocaat en chef de famille